# Luke Humphries
Luke Humphries, född 11 februari 1995, är en engelsk dartspelare, i nuläget rankad nummer 1 i världen. Humphries vann PDC World Darts Championship 2024. Hans smeknamn är "Cool Hand Luke" som han tagit efter filmen från 1967 med samma namn.

## Biografi
Humphries föddes och växte upp i Newbury, Berkshire, i England. Han flyttade senare till Crewe, Cheshire. Hans pappa var en stor Leeds-supporter och Luke  är en akronym för "Leeds United Kings of Europe". Humphries hejar också på Leeds. Innan han blev proffs 2018 jobbade han som takläggare tillsammans med sin pappa och bror.

## Karriär
Humphries har vunnit 32 PDC-titlar. Han har bland annat vunnit de två senaste Players Championship Finals, Grand Slam of Darts 2023, och PDC World Darts Championship 2024. Den före detta världsmästaren vann mot Luke Littler, men åkte i 2025 års upplaga ut i kvartsfinal mot en annan före detta världsmästare; Peter Wright.